# Tempelempfehlungsschein
Der früher so genannte Tempelempfehlungsschein oder aktuell gültige Tempelschein ist die Voraussetzung, um einen Tempel der Kirche Jesu Christi der Heiligen der Letzten Tage betreten zu dürfen.

## Erteilung des Tempelscheins
Es gibt zwei Arten von Tempelschein, den mit eingeschränkter Geltung, der nur zur Teilnahme an stellvertretenden Taufen und Konfirmierungen berechtigt und den vollen, der zur Teilnahme an allen im Tempel vollzogenen heiligen Handlungen berechtigt. Für den vollen Tempelschein werden zwei Unterredungen geführt mit dem Ziel, die Würdigkeit des Ersuchenden festzustellen. Die erste Unterredung führt auf lokaler Ebene normalerweise der Gemeindevorsteher (zum Beispiel Bischof) bzw. einer seiner Ratgeber. Das zweite Interview führt normalerweise der Pfahlpräsident bzw. einer seiner Ratgeber. Ist kein Pfahl (regionale Gliederung) organisiert, so liegen die Verantwortungen bei entsprechend berufenen Priestertumsträgern (zum Beispiel Missionspräsidenten). Für den eingeschränkten Tempelschein reicht eine Unterredung mit dem Bischof. Die Interviews werden grundsätzlich unter vier Augen geführt.

### Zulassung zum Tempelinterview
Grundsätzlich muss ein Mitglied der Kirche mindestens 12 Jahre alt sein, um mit einem verantwortlichen Priestertumsträger ein Tempelinterview haben zu können. Für die männlichen Mitglieder gilt weiterhin, dass sie wenigstens das aaronische Priestertum tragen müssen. Neugetaufte und Jugendliche können nur einen Tempelschein mit eingeschränkter Geltung erhalten. Um einen vollen Tempelschein zu erhalten, muss jemand mindestens ein Jahr Mitglied der Kirche sein und als Mann das melchisedekische Priestertum tragen.

### Das Tempelinterview im Wortlaut
Folgende Fragen werden im aktuellen Wortlaut beim Tempelinterview gestellt:
1. Haben Sie festen Glauben an Gott, den ewigen Vater, an seinen Sohn, Jesus Christus, und an den Heiligen Geist, und haben Sie diesbezüglich ein Zeugnis?
2. Haben Sie ein Zeugnis vom Sühnopfer Jesu Christi und von seiner Rolle als Erretter und Erlöser?
3. Haben Sie ein Zeugnis von der Wiederherstellung des Evangeliums in diesen, den Letzten Tagen?
4. Erkennen Sie den Präsidenten der Kirche Jesu Christi der Heiligen der Letzten Tage als den Propheten, Seher und Offenbarer und als den einzigen Menschen auf der Erde an, der alle Schlüssel des Priestertums innehat und ermächtigt ist, sie auszuüben? Erkennen Sie die Mitglieder der Ersten Präsidentschaft und des Kollegiums der Zwölf als Propheten, Seher und Offenbarer? Erkennen Sie die übrigen Generalautoritäten und die örtlichen Autoritäten der Kirche an?
5. Leben Sie das Gesetz der Keuschheit?
6. Gibt es in Ihrem Verhalten gegenüber den Mitgliedern Ihrer Familie etwas, was mit den Lehren der Kirche nicht im Einklang steht?
7. Unterstützen Sie oder haben Sie Verbindung mit Gruppen oder einzelnen Menschen oder stimmen Sie solchen zu, deren Lehren oder Handlungen mit den von der Kirche Jesu Christi der Heiligen der Letzten Tage akzeptierten unvereinbar sind oder die sich dagegen richten?
8. Sind Sie bestrebt, die Bündnisse, die Sie eingegangen sind, zu halten, an Ihrer Abendmahlsversammlung und Ihrer Priestertumsversammlung teilzunehmen und im Einklang mit den Gesetzen und Geboten des Evangeliums zu leben?
9. Sind Sie im Umgang mit ihren Mitmenschen ehrlich?
10. Zahlen Sie den vollen Zehnten?
11. Befolgen Sie das Wort der Weisheit?
12. Falls Sie das Endowment schon empfangen haben:
  1. Halten Sie die Bündnisse, die Sie im Tempel eingegangen sind?
  2. Tragen Sie das Garment sowohl in der Nacht als auch am Tag, so wie Sie beim Endowment unterwiesen worden sind und entsprechend dem Bündnis, das Sie im Tempel eingegangen sind?
13. Gibt es in Ihrem Leben irgendwelche Sünden oder Verfehlungen, die mit einem Priestertumsführer hätten bereinigt werden sollen, aber nicht bereinigt wurden?
14. Halten Sie sich für würdig, in das Haus des Herrn zu gehen und dort an den heiligen Handlungen teilzunehmen?

### Geltungsdauer
Ein Tempelschein gilt zwei Jahre. Nach Ablauf dieser Zeit muss er neu ausgestellt werden. Dafür sind wiederum die zwei Interviews notwendig.